# Roseau
Roseau là thủ đô và là thành phố lớn nhất của Dominica. Dân số khoảng 14.847 người. Vị trí địa lý nằm ở bờ biển phía tây Dominica. Đây là thành phố có sự kết hợp của kiến trúc hiện đại và thực dân (phong cách kiến trúc Pháp). Roseau cũng là thương cảng quan trọng nhất của Dominica.

## Liên kết
- Tư liệu liên quan tới Roseau tại Wikimedia Commons
- Commonwealth of Dominica Reunion 2008 Lưu trữ ngày 11 tháng 5 năm 2008 tại Wayback Machine
- Roseau Photo Gallery
- Photo slideshow and travelogue from Roseau